# Gabriel Simó i Miró
Gabriel Simó i Miró (Reus, 4 de juliol de 1685 - 21 de febrer de 1773) va ser un comerciant i ciutadà honrat de Barcelona català.
El seu pare, Josep Simó Riera, era propietari de finques i estava vinculat a operacions de compravenda relacionades amb una clara especulació de sòl urbà, en el moment de creixement demogràfic de la ciutat de Reus. Igual que el seu pare, va ser partidari primer de l'Arxiduc Carles d'Àustria i després Gabriel Simó consta en una llista que dona l'arxiver setcentista reusenc Celdoni Vilà: «Any 1713. Noticia dels que protestaren en la vila de Reus contra la casa de Àustria, en poder de Pere Gay, notari de la mateixa vila, consta ab acte fet i firmat, per defensar la casa real de Felip V, nostre llegítim rey». Gabriel Simó va continuar l'activitat comercial del seu pare, que a més es dedicava al comerç d'aiguardent. Una altra faceta de Gabriel Simó era la de prestador, segurament amb interessos molt alts, cosa que li reportà quantiosos beneficis. Amb el seu pare, i després ell sol, es va dedicar als negocis marítims, i tenia participació en diverses naus que es dedicaven al comerç a la costa catalana i amb França i Països Baixos. També posseïa una quantitat molt elevada de censals. El 1707 es va casar en primeres núpcies amb Antònia Compte Fort, filla de Joan Compte Torrell, ciutadà honrat de Barcelona, la qual morí sense descendència, i es tornà a casar el 1746 amb Rosa Sabater Vila. Una germana seva, Caterina, estava casada amb el doctor Gabriel Monter Bages. Del matrimoni de Gabriel amb Rosa Sabater van néixer Rosa, que es casà amb Felip Aixemús Folch, i Maria Isabel, casada amb Gabriel Aixemús, dos germans vinculats a l'empresariat reusenc, amb celebració dels dos matrimonis el mateix dia. Gabriel Simó era una persona molt activa a la ciutat i vinculada amb les famílies econòmicament potents de l'època. Va ser alcalde de Reus del 1724 al 1726. Andreu de Bofarull, historiador reusenc, explica que quan es va coronar Lluís I com a rei d'Espanya el 1724 per abdicació del seu pare, l'ajuntament va organitzar una sèrie de festes populars, amb actuacions dels balls tradicionals dels gremis i la sortida dels gegants. Però encara continuava la divisió ideològica entre botiflers i austriacistes i aquests últims no van voler participar en les festes. Els sectors conservadors anaven per les cases dels que no ho celebraven a insultar-los i a tirar pedres. També explica Bofarull que quan Felip V i Carles d'Àustria van signar el 1725 el tractat de pau que va posar fi a la Guerra de Successió, l'alcalde Gabriel Simó va organitzar, per san Pere, que era la festa major de Reus, tres dies de grans festes, amb focs d'artifici i la Tronada, i es va manar refer els gegants i la Mulassa, que estaven malmesos. També es va refer l'àliga, que s'havia construït per les festes celebrades per rebre l'arxiduc Carles d'Àustria. Va tenir a finals d'any un enfrontament amb els frares franciscans del convent de Sant Francesc, perquè amb motiu de la regularització de les lleves per a l'exèrcit, els frares van amagar gran quantitat de nois que havien de ser sortejats i l'ajuntament va haver d'enviar al centre de reclutament alguns nois que van poder agafar desprevinguts.